# Pierre Le Mellec
Pierre Le Mellec (né le 3 août 1940 à Vannes) est un coureur cycliste français. Professionnel de 1964 à 1967, il a notamment remporté une étape du Critérium du Dauphiné libéré,.

## Palmarès
- 1958
  -  Champion de Bretagne de vitesse
- 1960
  - Rennes-Basse-Indre
- 1962
  - Circuit de la vallée de la Loire
  - 3e du championnat de Lorraine sur route
- 1963
  - Rennes-Redon
  - Deux étapes de la Route de France
  - 2e étape du Circuit d'Aquitaine
    - 2e du Classement Général

  - 3e du Grand Prix de Plouay
- 1964
  - 3eb étape du Critérium du Dauphiné libéré
  - Bordeaux-Saintes
- 1965
  - 2e du Circuit de la Vienne
  - 3e du Grand Prix d'Aix-en-Provence
- 1966
  - 3e du Grand Prix de Plouay

## Résultats sur les grands tours

### Tour de France
1 participation
- 1964 : abandon (7e étape)